# Trematocyclina
Trematocyclina es un género de foraminífero bentónico considerado como nomen nudum e invalidado, aunque también considerado un sinónimo posterior de Anchispirocyclina de la subfamilia Amijellinae, de la familia Hauraniidae, de la superfamilia Pfenderinoidea, del suborden Orbitolinina y del orden Loftusiida. Su rango cronoestratigráfico abarcaba desde el Berriasiense hasta el Valanginiense (Cretácico inferior).

## Discusión
Clasificaciones previas incluían Trematocyclina en la subfamilia Choffatellinae de la familia (Cyclamminidae de la superfamilia Loftusioidea , así como en el suborden Textulariina del orden Textulariida o en el orden Lituolida.

## Clasificación
En Trematocyclina no se ha considerado ninguna especie.